# Dominique Villemot
Pour les articles homonymes, voir Villemot.
Dominique Villemot (né en 1954) est un avocat et haut fonctionnaire français.

## Biographie
Né le 31 janvier 1954, Dominique Villemot est diplômé de l'Institut d'études politiques de Paris (section Service public, promotion 1975) et ancien élève de l'École nationale d'administration (promotion Voltaire, 1980). Au sortir de l'ENA, il devient administrateur civil au ministère de l'Économie et des Finances, poste qu'il occupe jusqu'en 1990.
Spécialisé en droit fiscal, il devient ensuite avocat ; il rejoint en 1990 le cabinet Coopers et Lybrand, puis crée en 1999 sa propre structure, Barthès, Villemot et Associés. Il a aussi été maître de conférences à l'IEP de Paris.

### Engagement politique
Vieil ami de François Hollande, qu'il a rencontré en 1978, lors de leur premier cours d'italien à l'ENA, il est le président d'honneur de Démocratie 2012, association qui soutient la candidature présidentielle de ce dernier en 2012.
Il soutient Emmanuel Macron lors de l'élection présidentielle de 2017.

## Décoration
En 2013, il est fait chevalier de la Légion d'honneur par François Hollande.

## Œuvres
- L'Harmonisation fiscale européenne, Paris, Presses universitaires de France, coll. « Que sais-je ? » (no 2618), 1991, 127 p. (ISBN 2-13-044061-4, BNF 35482953).
- La TVA européenne : les régimes de TVA applicables aux échanges avec les autres États membres de la CEE, Paris, Presses universitaires de France, coll. « Gestion », 1994, 181 p. (ISBN 2-13-046204-9, BNF 35719334).
- La Fiscalité des fusions-acquisitions, Paris, Presses universitaires de France, coll. « Gestion », 1995, X + 160 (ISBN 2-13-046833-0, BNF 35775882).
- André Malraux et la Politique ou L'Être et l'Histoire, Montréal-Paris, L'Harmattan, 1996, 191 p. (ISBN 2-7384-4534-9, BNF 35853349, lire en ligne).
- Quelle réforme fiscale ?, Paris, L'Harmattan, coll. « Finances publiques », 2007, 196 p. (ISBN 978-2-296-04884-3, BNF 41187482).
- Marc Aurèle et le gouvernement de soi-même, Paris, L'Harmattan, coll. « Inter-national », 2012, 138 p. (ISBN 978-2-296-96347-4, BNF 42628906, lire en ligne).
- La Gauche qui gouverne : Hollande, la République, la jeunesse, le progrès, Toulouse, Privat, 2014, 189 p. (ISBN 978-2-7089-4452-7, BNF 43883691).
- Contentieux fiscal : ayez le réflexe de la question prioritaire de constitutionnalité, Paris, EFE, 2015, 125 p. (ISBN 978-2-915661-58-3, BNF 44494103).
- François Hollande : le courage de réformer, Toulouse, Privat, 2016, 365 p. (ISBN 978-2-7089-4462-6, BNF 45110375).